# Hydraecia cervago
Hydraecia cervago là một loài bướm đêm trong họ Noctuidae.